# HK Ogre
HK Ogre – łotewski klub hokeja na lodzie z siedzibą w Ogre. 
Hk Ogre powstał w 2009 jako kontynuator tradycji klubu ASK/Ogre (Armijny Sportow Klub, w latach 2003-2009). Drużyna ASK występowała zarówno w narodowych mistrzostwa Łotwy jak również epizodycznie w ekstralidze białoruskiej (sezon 2008/2009) oraz w międzykrajowych rozgrywkach Wschodnioeuropejskiej Lidze Hokejowej i Baltic Cup.

## Sukcesy
- Srebrny medal mistrzostw Łotwy: 2004, 2005, 2007, 2008, 2009
- Srebrny medal Baltic Cup: 2005